# 菊谷知樹
菊谷 知樹（きくや ともき、1968年2月21日 - ）は、日本の作曲家、編曲家、ギタリスト。POPHOLIC所属。東京都三鷹市出身。

## 来歴・人物
1991年、バンド「ムスタングA.K.A.」のメンバーとしてソニーレコードよりデビュー。
1994年に解散した後は、バンド「Funanori」などでギタリストとして活動。
2005年からは作曲家・編曲家としてアーティストへの楽曲提供やテレビアニメ等の劇伴音楽の作曲・編曲を多数手がけているほか、スタジオミュージシャンやサポートギタリストとしても活動している。
テレビ神奈川の「saku saku」や「関内デビル」等の番組のディレクターとして知られる菊谷宏樹は実兄。

## 楽曲提供

### ハロー!プロジェクト関連
カントリー・ガールズ
- 「ブギウギLOVE」（編曲・ギター）
- 「キスより先にできること」（編曲・ギター）
- 「ギザギザハートの子守唄」（編曲・ギター）
- 「One Summer Night 〜真夏の決心〜」（編曲）

こぶしファクトリー
- 「ドスコイ! ケンキョにダイタン」（編曲・ギター・ベース）
- 「オラはにんきもの」（編曲・ギター）
- 「残心」（編曲・ギター）
- 「エエジャナイカ ニンジャナイカ」（編曲・ギター）
- 「消せやしないキモチ」（編曲）
- 「亀になれ!」（編曲）

美勇伝
- 「じゃじゃ馬パラダイス」（編曲・ギター）

真野恵里菜
- 「ドレミファどうして?」（編曲・ギター）

モーニング娘。
- 「恋のダイヤル6700」（編曲・ギター）
- 「ENDLESS HOME」（編曲・ギター・ベース）

### その他
あっとめぐみ
- 「ハピハピ♪モーニング」（編曲・ギター）

アツミサオリ
- 「ネイビーブルー」（編曲・サウンドプロデュース・ギター）
- 「突風」（編曲・サウンドプロデュース・ギター）
- 「鳴らないギター」（編曲・サウンドプロデュース・ギター）
- 「夢の名前」（編曲・サウンドプロデュース・ギター）
- 「ありがとう」（編曲・サウンドプロデュース・ギター）
- 「ほんとのこと」（編曲）
- 「幼い僕ら」（編曲）
- 「優しい声」（編曲・ギター）
- 「催眠術」（編曲・ギター）
- 「友達」（編曲・ギター）
- 「ミラキュラスハプニング」（編曲・ギター）
- 「友達」（編曲）

嵐
- 「カンパイ・ソング」（ブラスアレンジ）
- 「夏疾風（熱闘ブラバンver.）」（編曲）

アルマカミニイト
- 「抱きしめたい 抱きしめたい」（編曲）

alom
- 「恋する乙女は雨模様」（編曲）
- 「恋してるんだなっ!」（編曲）
- 「彗星ガールズ」（編曲）

生沢佑一
- 「ひといきつきながら」（編曲・ギター）
- 「闘う花」（編曲・ギター）
- 「がらんどう」（編曲・ギター）
- 「あきらめない」（編曲・ギター）
- 「もう一度」（編曲・ギター）
- 「ラヴ・イズ・オーヴァー」（編曲・ギター）

伊藤かな恵
- 「メタメリズム」（ストリングスアレンジ）
- 「パズル」（編曲）
- 「マイザーズドリーム」（編曲・ギター）

上野優華
- 「恋するPretty Girl」（作曲・編曲・ギター）
- 「思い届け、キミに」（作曲・編曲・ギター）

遠藤正明
- 「本気戦隊ガチレンジャー」（編曲）
- 「またあした」（編曲）

小片リサ
- 「歌うたいのバラッド」（編曲）
- 「君が好き」（編曲）

小倉唯
- 「TO BE ALIVE」（編曲・ギター）
- 「いつだって Call Me!」（編曲・ギター）

小野大輔
- 「Sunday in the rain」（編曲）
- 「ノスタルジア」（編曲）
- 「シアワセナリス」（編曲）
- 「Lover's Faith」（編曲）

神楽坂ゆか
- 「ひと夏の秘密」（編曲）

KAT-TUN
- 「HEART BEAT」（King of slickと共編曲・ストリングスアレンジ・ギター）
- 「花の舞う街」（ストリングスアレンジ）
- 「〜again」（編曲・ストリングスアレンジ・・ギター）

金元寿子
- 「さよならストロベリー」（作曲・編曲・ギター・ベース）
- 「きらめくひかり」（作曲・編曲・ギター）

神谷浩史
- 「full count」（編曲・ギター）
- 「名もなき花」（編曲・ギター）

川嶋あい
- 「Happy Birthday」（編曲・ギター）

神田朱未
- 「Bitter Sweet Friday」（作曲・編曲）
- 「Believe 〜Acoustic Ver.〜」（編曲）
- 「素顔でFly to you 〜Bitter Ver.〜」（編曲）

カンノユキ
- 「始まりのResolution」（作曲・編曲・ギター）
- 「You must.」（編曲・ギター）
- 「Never say never」（作曲・編曲・ギター）

きただにひろし
- 「Love is all」（編曲・ギター）
- 「Sunshiny Sunny Boy」（編曲・ギター）

喜多村英梨
- 「Be Starters!」（ストリングスアレンジ）
- 「Happy Girl」（ストリングスアレンジ）
- 「Destiny」（ストリングスアレンジ）
- 「Over 〜夜空の約束〜」（ストリングスアレンジ）
- 「Birth」（ストリングスアレンジ・コーラスアレンジ）
- 「残響//輪廻」（編曲・ストリングスアレンジ・コーラスアレンジ）
- 「re;story」（ストリングスアレンジ）
- 「alive」（ストリングスアレンジ）
- 「証×炎 -SHOEN-」（ストリングスアレンジ）
- 「Friend」（ストリングスアレンジ）

キング・クリームソーダ
- 「ゲラゲラポーのうた」（作曲・編曲・ギター）
- 「祭り囃子でゲラゲラポー」（作曲・編曲・ギター）
- 「初恋峠でゲラゲラポー」（作曲・編曲・ギター）
- 「ゲラッポ・ダンストレイン」（作曲・編曲・ギター）
- 「人生ドラマチック」（作曲・編曲・ギター）
- 「ダァダァダァの数え歌」（作曲・編曲・ギター）
- 「照國神社の熊手」（作曲・編曲・ギター）
- 「Shake Shake 黄金のShake」（作曲・編曲・ギター）
- 「ゆーがらお友達」（作曲・編曲・ギター）
- 「独立宣言」（作曲・編曲・ギター）
- 「ばんざい! 愛全開!」（編曲・ギター）
- 「明日に向かって羽ばたくセレナーデ」（編曲・ギター）
- 「タイムマシーンをちょうだい」（作曲・編曲・ギター）
- 「剣の舞人」（作曲・編曲・ギター）
- 「バイバイゲラゲラポー」（作曲・編曲・ギター）
- 「Born to Rock」（作曲・編曲・ギター）
- 「タイム・フォー・ア・ブレイク」（作曲・編曲・ギター）
- 「ゲラゲラポーのうた」（作曲・編曲・ギター）
- 「クワガタとカブトムシ」（作曲・編曲・ギター）
- 「そうだ修学旅行に行こう」（作曲・編曲・ギター）

クローバー
- 「マジスキMAGIC」（作曲）

コトリ with ステッチバード
- 「宇宙ダンス!」（作曲・編曲）
- 「羽ばたけっ ～ステッチバードのテーマ～」（作曲・編曲）
- 「地球人」（作曲・編曲・ギター）
- 「野に咲く乙女」（作曲・編曲・ギター）

佐藤聡美
- 「Le jour」（編曲・ストリングスアレンジ・ブラスアレンジ・ギター）
- 「stella message」（編曲・ギター）

佐良直美
- 「100万回アゲイン」（作曲・編曲・ギター）

Sea☆A
- 「恋愛サーキュレーション」（編曲）

白石稔
- 「So Sweet」（編曲）
- 「明日を迎えに行こう」（編曲）

新谷良子
- 「snow drop」（作曲・編曲）

スージー・ロッソ
- 「ムゲン・ザ・ワールド」（作曲・編曲・ギター）
- 「I am a Legend of Hero」（作曲・編曲・ギター）

鈴村健一
- 「いぬ331」（編曲・ギター）
- 「トハイヱ」（編曲・ギター）
- 「レールウェイ」（編曲・ギター）
- 「Destination」（ストリングスアレンジ）
- 「Analog Fighter」（ストリングスアレンジ）

すとぷり
- 「そばにいるから」（編曲）[2]

スムルース
- 「祝福の紙吹雪」（編曲・ギター）
- 「ポカポカ」（編曲・ギター）

3B junior
- 「原色エモーション」（編曲）

高橋瞳
- 「Beatin'」（作曲・編曲・ギター）

田﨑あさひ
- 「雨夜の月」（ストリングスアレンジ）

田代美代子
- 「ホテル白夜」（作曲・編曲・ギター）
- 「晶子うつせみ」（作曲・編曲・ギター）

田所あずさ
- 「チュルリルラ♪ 〜未来バスに乗って〜」（編曲）

茅原実里
- 「生まれる明日のメロディ」（編曲・ギター）
- 「みのりん☆サーフィン」（編曲・ギター）
- 「ステラステージ 〜Summer Acoustic Version〜ン」（編曲・ギター）
- 「Lonely Doll」（編曲・ギター・ベース）

辻希美
- 「さんぽ」（編曲）
- 「ひょっこりひょうたん島」（編曲）
- 「おどるポンポコリン」（編曲）

ティーナ・カリーナ
- 「時の流れに身をまかせ」（編曲・ギター）
- 「赤いスイートピー」（ドラムスプログラミング・ギター）
- 「望郷じょんから」（編曲・ギター）

T-Pistonz+KMC
- 「そばにおリーヨ」（編曲）
- 「マジで感謝!」（編曲）
- 「勝って泣こうゼッ!」（編曲）
- 「友達でいようなっ」（編曲）
- 「GOODキター!」（編曲）
- 「僕らのゴォール!」（編曲）
- 「またね…のキセツ」（編曲）
- 「天までとどけっ!」（編曲）
- 「成せば成るのさ 七色卵」（編曲・ギター）
- 「がってんだっしょ!」（編曲・ギター）
- 「おはよう! シャイニング・デイ」（編曲・ギター）
- 「打ち砕ーくっ!」（編曲・ギター）
- 「虹を超えて天までとどけっ!」（編曲・ギター）
- 「僕らの楽園」（編曲・ギター）
- 「情熱で胸アツ!」（編曲・ギター）
- 「心をつなごう!」（編曲・ギター）
- 「感動共有!」（編曲・ギター）
- 「突き抜けろっ!」（編曲・ギター）
- 「ココロ転がせっ!」（編曲・ギター）
- 「初心をKEEP ON!」（編曲・ギター）
- 「ライメイ! ブルートレイン」（編曲・ギター）
- 「ファイヤーバード2号」（編曲・ギター）
- 「掌のぬくもり」（編曲・ギター）
- 「ガチで勝とうゼッ!」（編曲・ギター）
- 「空は知ってる」（編曲・ギター）
- 「地球を回せっ!」（編曲・ギター）
- 「チャンス!!」（編曲・ギター）
- 「スパノバ!」（編曲・ギター）
- 「BIGBANG!」（編曲・ギター）
- 「王者の魂」（編曲・ギター）
- 「世界中で暴れ放題」（編曲・ギター）
- 「気合いでハリケーン」（編曲・ギター）
- 「小さな恋の物語」（編曲・ギター）
- 「スーパー立ち上がリーヨ!」（編曲・ギター）
- 「「E」」（編曲・ギター）
- 「素晴らC」（編曲・ギター）
- 「最強で最高」（編曲・ギター）
- 「Lucky7」（KMCと共編曲・ギター）
- 「流出! ゴリラビート」（編曲・ギター）
- 「ポジティブのカケラ」（編曲・ギター）
- 「君がマドンナ」（KMCと共編曲・ギター）
- 「99%」（KMCと共編曲・ギター）
- 「いつもスペシャル!」（編曲・ギター）
- 「イニミニマニモッ!」（編曲・ギター）
- 「ローリング☆スター」（編曲・ギター）
- 「アレソレコレクション」（KMCと共編曲・ギター）
- 「電撃! ティリティリ7」（編曲・ギター）
- 「僕と君と風と太陽」（編曲・ギター）
- 「世界一好きだ!!!」（編曲・ギター）
- 「「ス・テ・キ」あつめよーぜ!」（編曲・ギター）
- 「CD 〜サイクリング☆ディスコ〜」（編曲・ギター）
- 「花咲く金曜日☆彡」（編曲・ギター）
- 「新時代つくリーヨ!」（編曲・ギター）
- 「Hello.tomorrow,Good-bye.yesterday,」（KMC、佐藤五魚と共編曲・ギター）
- 「どんな日も○!」（編曲・ギター）
- 「伝えたいことがある」（編曲・ギター）
- 「良かったナッ!」（編曲・ギター）

寺田真奈美
- 「どん底からのカツ丼」（作曲・編曲・ギター）
- 「食は勝つ!」（作曲・編曲・ギター）

Dream5
- 「ようかい体操第一」（作曲）
- 「ダン・ダン ドゥビ・ズバー!」（作曲・編曲・ギター）
- 「ようかい体操第二」（作曲・編曲・ギター）
- 「白黒つけない恋もある」（作曲・編曲・ギター）

中島卓偉
- 「明日への階段」（ストリングスアレンジ）
- 「ユラリユララ」（ストリングスアレンジ）

中原麻衣
- 「記憶レコード」（編曲）
- 「キミ*ラボ」（編曲・ギター）

浪江女子発組合
- 「ほれ、あいべ!」（作曲・編曲）

野川さくら
- 「あっという間に」（編曲）

野中藍
- 「おめでとう」（作曲・編曲）
- 「アンダンテ」（作曲・編曲・ギター）
- 「Jewelry Heart」（編曲・ギター）
- 「マーブルの恋」（作曲・編曲・ギター）
- 「おやすみ」（作曲）
- 「ファイト!!」（作曲・編曲）

橋本みゆき
- 「命短し、恋せよ姫!」（編曲）

バクステ外神田一丁目
- 「ライバルをLOCK ON!」（編曲）

バンドじゃないもん!
- 「細胞SPC」（編曲・ギター）
- 「君の笑顔で世界がやばい」（編曲・ギター）

ピストルバルブ
- 「PEDAL」（編曲・ブラスアレンジ・ギター）

Bitter & Sweet
- 「恋心」（山崎寛子、泰誠と共編曲）
- 「遠いところへ行くのでしょう」（編曲）

飛蘭
- 「DAYS」（編曲・ギター）
- 「I LOVE YOU」（編曲・ギター）
- 「夏の日の1993」（編曲・ギター）

プリンセスK
- 「シンデレライフ」（編曲・ギター）
- 「楽しまないと!」（編曲）

THE ポッシボー
- 「ランチ＝おべんとうの唄」（編曲・ギター）
- 「HAPPY 15」（編曲・ギター）

堀江由衣
- 「秘密 〜プロローグ〜」（ストリングスアレンジ）

marble
- 「空想ジェット!」（菊池達也と共編曲・ギター）

皆川純子
- 「Afternoon Tea」（編曲）
- 「誓い」（編曲）
- 「MORNING SKY」（共作曲・編曲）（作曲は塩谷達也と共作）
- 「優しい気持ち (Vitamin ver.)」（編曲）

村上ポンタ秀一
- 「The Broken Strat-A Memory Of KENJI」（作曲）
- 「Cry For His Shoulders」（作曲）

ももいろクローバーZ
- 「太陽とえくぼ」（編曲・ギター）
- 「…愛ですか?」（編曲）
- 「ありがとうのうた」（作曲・編曲）

mori mamI
- 「S°4」（編曲・ギター）

ゆいかおり
- 「Ring Ring Rainbow!!」（ストリングスアレンジ・ギター）
- 「カナリア」（ストリングスアレンジ）

結城アイラ
- 「心にあるキラキラを忘れないで」（編曲）

ゆうまお
- 「スイートホームソング」（編曲・ストリングスアレンジ・ギター）
- 「Mr.ロンリーガール」（編曲）
- 「クラブハウスサンド」（編曲・ストリングスアレンジ・ギター）
- 「TAKE OUT!!」（編曲）
- 「マグカップ」（編曲）
- 「うん」（編曲）
- 「Mr.ロンリーガール」（編曲）
- 「答案用紙」（編曲）
- 「蒼空にくちづけたら」（編曲）
- 「a direction of the day after tomorrow」（編曲）

RUN&GUN
- 「渚・ビューティホー」（作曲）

LinQ
- 「ふるさとジャポン」（作曲・編曲・ギター）
- 「Do! LinQ!!」（作曲・編曲・ギター）
- 「負けないぞ」（作曲・編曲・ギター）
- 「青春グラフティ」（作曲・編曲・ギター）
- 「ああ情熱のバンバラヤー」（作曲・編曲・ギター）

LADYBABY
- 「LADY BABY BLUE」（編曲・ギター・ベース）

### アニメソング
アイ★チュウ
- 「Victim Collection 〜極上の生贄たちへ〜」（編曲・ギター）

THE IDOLM@STERシリーズ
- アイドルマスター XENOGLOSSIA
  - 「恋だもん 〜初級編〜」（編曲）

あかね色に染まる坂
- 「ワタシと彼の事情」（作曲・編曲）
- 「chu.chu.ru.の約束」（編曲）

あそびにいくヨ!
- 「おいらは淋しいスペースマン」（編曲）

Another
- 「しずかに」（編曲）

アルカナ・ファミリア
- 「ひかり」（作曲・編曲）
- 「Go Your Way」（作曲・編曲）

イナズマイレブンシリーズ
- イナズマイレブン
  - 「守ってみせる!」（作曲・編曲）
  - 「栄光へのエール!」（編曲）
  - 「最強で最高」（編曲）

- イナズマイレブンGO
  - 「やっぱ青春」（編曲・ギター）
  - 「ガムシャラ」（編曲・ギター）
  - 「かなり純情」（編曲・ギター）
  - 「窓側から愛をこめて」（編曲・ギター）
  - 「HAJIKE-YO!!」（作曲・（編曲・ギター）
  - 「愛情・情熱・熱風」（編曲・ギター）
  - 「夢のかたまり」（作曲・編曲・ギター）
  - 「夏がやってくる」（編曲・ギター）
  - 「夏が終わっちゃう」（編曲・ギター）

いぬかみっ!
- 「Love Love Paradiso」（編曲）
- 「祈り」（作曲・編曲）
- 「百花繚乱紅乃乙女」（編曲）

エロマンガ先生
- 「夢想君語り」（作曲・編曲・ギター）

鍵姫物語 永久アリス輪舞曲
- 「しあわせMAXIMUM」（作曲・編曲）

学園ヘタリア
- 「ゆないてっどねーしょんずすたー☆」（作曲・編曲）

がくえんゆーとぴあ まなびストレート!
- 「生徒会室REVOLUTION」（作曲・編曲）
- 「ふんわか・おれんじ」（編曲）
- 「ねむねむドキュメンタリイ」（編曲）

かしまし 〜ガール・ミーツ・ガール〜
- 「追憶バタフライ」（編曲）
- 「ジャン・プウのイイコト探し」（編曲）

かなめも
- 「甘味のち快晴」（作曲・編曲）
- 「最新ニュースを待っててね。 〜風新新聞専売所のテーマ〜」（作曲・編曲）
- 「だいじょうブイ」（編曲）

kiss×sis
- 「ス・イ・ナ・ン Destiny」（編曲）
- 「STOP! プラチナスキャンダル」（編曲）

君のいる町
- 「斜めうしろ空」（作曲・編曲・ギター）
- 「あたらしい私」（作曲・編曲・ギター）
- 「サヨナラのために」（作曲・編曲・ギター）

くじびきアンバランス
- 「Harmonies*」（作曲）
- 「LOVE! YES☆NO〜はてしない愛で」（作曲・編曲）
- 「北波止場」（作曲・編曲）
- 「立橋院学園校歌」（作曲・編曲）

ケロロ軍曹
- 「おまたせ地球一丁!」（編曲・ギター）
- 「ケッケッケロロの大作戦♪」（編曲）

さよなら絶望先生
- 「かげろう」（共作詞・作曲・編曲）（作詞はこだまさおりと共作）

侵略!イカ娘
- 「君を知ること」（編曲・ストリングスアレンジ・ギター）
- 「海老は泪か溜息か」（作曲・編曲）
- 「シンリャクセイフク・ラプソディ」（作曲・編曲）
- 「侵略の輪を巡りし運命の使徒…じゃなイカ」（編曲）

涼宮ハルヒの憂鬱
- 「青春いいじゃないかっ」（編曲）
- 「ハレ晴レユカイ 〜Ver.古泉一樹〜」（編曲）
- 「倦怠ライフ・リターンズ!」（作曲・編曲）
- 「ハレ晴レユカイ 〜Ver.キョン〜」（編曲）
- 「ホモ・サピエンス・ラプソディ」（作曲・編曲）
- 「だがそれだけじゃない」（作曲・編曲）
- 「祭って祭って! いらっしゃ〜い」（編曲）
- 「お騒がせのジ・エンド」（編曲）
- 「人生の主役コール!」（作曲・編曲）
- 「友達としてはソレが」（作曲・編曲）

スナックワールド
- 「ムゲン・ザ・ワールド」（作曲・編曲）

生徒会役員共
- 「大和撫子エデュケイション」（編曲・ギター）

セイント・ビーストシリーズ
- セイント・ビースト 〜幾千の昼と夜 編〜
  - 「KIZUNA & SADAME」（作曲・編曲）
  - 「幾千の昼と夜」（編曲）
  - 「心の帰る場所」（作曲・編曲）

絶対防衛レヴィアタン
- 「優しさの雫」（作曲・編曲・ギター）
- 「嗚呼! アクアフォール防衛隊」（作曲・編曲・ギター）
- 「おいでよ!! 竜のカギしっぽ亭」（作曲・編曲・ギター）

宇宙をかける少女
- 「秋葉のそら色飛行」（七瀬光と共作曲）
- 「いつきのまにまに」（七瀬光と共作曲）
- 「かわいいほのか」（七瀬光と共作曲）
- 「宇宙は少女のともだちさっ ほのかver.」（編曲）

ときめきメモリアルシリーズ
- ときめきメモリアル Only Love
  - 「ショートムービー」（編曲）

- ときめきメモリアル Girl's Side 2nd Kiss
  - 「虹 〜over the past〜」（編曲）

となグラ!
- 「DRAMATIC☆GIRLY」（作曲・編曲・ギター）
- 「唐突フレンドリィ」（作曲・編曲）
- 「ココロダイアリー」（編曲）
- 「ラブバルーン」（作曲・編曲）
- 「ひとりごと」（作曲・編曲）
- 「恋は大騒ぎ」（作曲・編曲）
- 「もっとフェアリーラブ!」（作曲・編曲）
- 「Oh My ダーリン (Remix)」（編曲）
- 「Melody of X'mas」（作曲・編曲）

ながされて藍蘭島
- 「最強!? あやね伝説」（作曲・編曲）

夏色キセキ
- 「空飛ぶクジラ」（編曲）
- 「夏休み」（編曲）

日常
- 「日常のまち」（編曲）

猫神やおよろず
- 「やおよろず音頭」（作曲・編曲）

ぱにぽにだっしゅ!
- 「少女Q」（作曲・編曲・ギター）
- 「肉球慕情」（作曲・編曲）
- 「諜報部のテーマ」（作曲・編曲）
- 「遥かな夢」（作曲・編曲）
- 「ムーンライトラブ」（編曲・ストリングスアレンジ）
- 「にちようまにあ」（作曲・編曲）
- 「ららる〜」（作曲・編曲）

パパのいうことを聞きなさい!
- 「Brilliant Days」（ブラスアレンジ）
- 「しゃらららるんら」（作曲・編曲・ギター）
- 「ルナルナGO!GO!」（作曲・編曲・ギター）
- 「夢の翼」（作曲・編曲・ピアノ）

ひだまりスケッチシリーズ
- ひだまりスケッチ×☆☆☆
  - 「ひだまりっぽい数え唄」（作曲・編曲）

プリキュアシリーズ
- スマイルプリキュア!
  - 「星空の帰り道」（編曲・ギター）
  - 「虹色エブリデイ」（編曲・ギター）

- ドキドキ!プリキュア
  - 「星空の帰り道」（編曲）

- キラキラ☆プリキュアアラモード
  - 「勇気が君を待ってる」（編曲・ストリングスアレンジ・ギター）

- 映画 プリキュアスーパースターズ!
  - 「七色の世界」（編曲・ストリングスアレンジ・ギター）

ヘタリア Axis Powers
- 「トレビアンな俺に抱かれ」（作曲・編曲・ギター）

魔法先生ネギま!シリーズ
- 魔法先生ネギま!
  - 「ハッピー☆マテリアル」（編曲）

- ネギま!?
  - 「A-LY-YA!」（作曲・編曲・ストリングスアレンジ）
  - 「マホラ戦隊バカレンジャー」（編曲）
  - 「ご存じ!?ぱくてぃ音頭」（作曲・編曲）
  - 「チュパ研の唄 〜きっと、いルーンヤ〜」（作曲・編曲）
  - 「夕暮れセンシティブ」（作曲・編曲）
  - 「星空レター」（作曲・編曲）
  - 「Let's Play with your Dream!」（作曲・編曲）
  - 「日本の心」（作曲・編曲）
  - 「真夜中のPhilosophy」（作曲・編曲）
  - 「イジワルな唇」（作曲・編曲）
  - 「Infinity Love 2U」（作曲・編曲）

- 魔法先生ネギま! 〜もうひとつの世界〜
  - 「Get a Chance!」（編曲・ギター）

- MAGISTER NEGI MAGI 魔法先生ネギま!
  - 「Chuttie magic」（作曲・編曲）
  - 「こころ、二重奏」（編曲）
  - 「トモダチnote♯」（作曲・編曲）
  - 「Start! Start! Start!」（編曲）
  - 「Looooop!!!!!」（作曲・編曲）

- UQ HOLDER!
  - 「Steady→Go!!」（ストリングスアレンジ）

まよチキ!
- 「君にご奉仕」（編曲・ギター）

みなみけシリーズ
- みなみけ
  - 「カラフルDAYS」（編曲・ギター）
  - 「微笑みサンセット」（編曲）
  - 「ナンダカンダDE♡」（作曲・編曲）
  - 「妹らしくあれ 〜もうひとつのみなみけ〜」（作曲・編曲）
  - 「オモシロックオン!」（作曲・編曲）

- みなみけ 〜おかわり〜
  - 「ココロ晴れマーク」（編曲）
  - 「ヒビ×ヒビ＝ハピネス」（作曲・編曲・ギター）

- みなみけ おかえり
  - 「絶対カラフル宣言」（編曲）
  - 「ワンモア!」（編曲）
  - 「月夜に愛秋」（作曲・編曲）

- みなみけ ただいま
  - 「シアワセ☆ハイテンション↑↑ featuring KANA」（編曲）
  - 「急接近ラッキーDAYS」（編曲・ストリングスアレンジ・ギター）
  - 「みなうた」（作曲・編曲・ギター）

みつどもえ
- 「長女だし、ねっ!」（作曲・編曲）
- 「同級生は霊媒師!!（いや、違うから…）」（作曲・編曲）

ももくり
- 「ちょっとずつ、きみに」（編曲・ギター）

妖怪ウォッチ
- 「アイドルはウーニャニャの件」（作曲・編曲・ギター）
- 「不幸中の幸い少女」（作曲・編曲・ギター）
- 「宇宙ダンス!」（作曲・編曲・ギター）
- 「羽ばたけっ 〰ステッチバードのテーマ〜」（作曲・編曲・ギター）

らき☆すた
- 「たぶんかなり普通の休日」（作曲・編曲）
- 「みにまむテンポ」（作曲・編曲）
- 「世界が消えても愛してる」（編曲）

### CM音楽
- フォルクスワーゲン・ゴルフGTI テレビCM
- 日本マクドナルド・たまごダブルマック ラジオCM
- 新潟テレビ21 地上デジタル放送
- オンデマンドTV
- 日本通運・エコロジこんぽ ラジオCM
- ほのぼのレイク
- 人材開発 ラジオCM
- 日清食品・チキンラーメン ラジオCM
- ソニー・WALKMAN ラジオCM
- E-AIDEM ラジオCM
- 日本コカ・コーラ・スプライト プロモーションビデオV
- JT・成田空港スモーキングラウンジ BGM
- 三菱電機「iQ プラットフォーム」セミコンブース内BGM

### ライブ音源
- ハロー!プロジェクト ハロ☆プロ オンステージ! 2006 日本青年館公演「友情と魔法のトランプ 〜スター楽屋裏物語」テーマ曲・劇中曲編曲
- 安倍なつみ ライブオープニングBGM
- 美勇伝 ライブオープニングBGM

## 劇伴作品

### アニメ
- 明日のよいち![3]
- あそびにいくヨ!
- 妹さえいればいい。
- お兄ちゃんのことなんかぜんぜん好きじゃないんだからねっ!!
- ガーリッシュ ナンバー
- 今日のあすかショー
- エロマンガ先生
- 狂乱家族日記
- 女子高生の無駄づかい
- 侵略!イカ娘
- Starry☆Sky
- 絶対防衛レヴィアタン（寺田志保と共同）
- 戦国コレクション[4]
- 宇宙をかける少女（須藤賢一、Team SORAKAKE'70 with JAM Projectと共同）
- D.C.II 〜ダ・カーポII〜（大久保薫と共同）
- となグラ!
- ニセコイシリーズ
  - ニセコイ（第7話〜）
  - ニセコイ:
- にゃんぱいあ The Animation
- のうりん（松田彬人と共同）
- 幕末Rock
- ひぐらしのなく頃にシリーズ
  - ひぐらしのなく頃に煌（川井憲次と共同）
- ひだまりスケッチシリーズ
  - ひだまりスケッチ
  - ひだまりスケッチ×365
  - ひだまりスケッチ×☆☆☆
  - ひだまりスケッチ×ハニカム
  - ひだまりスケッチ×SP
- プリンセスラバー!
- ブレンド・S
- 変態王子と笑わない猫。
- ぽてまよ
- サニーデイ ライフ（梶浦由記と共同）
- マンガ家さんとアシスタントさんと
- ゆらぎ荘の幽奈さん[5]
- ひげを剃る。そして女子高生を拾う。[6]
- チート薬師のスローライフ〜異世界に作ろうドラッグストア〜[7]
- 4人はそれぞれウソをつく[8]
- ぼっち・ざ・ろっく![9]
- ネガポジアングラー[10]

### ゲーム
- んふんふ杯 なめこの大運動会
- ネコぱらAfter ラ・ブレ・ファミーユ

### テレビ番組
- カテイカ（NHK Eテレ）

## レコーディング参加
※特記以外は全てギターでの参加。
小倉唯
- 「シュガーハートエイク」

金元寿子
- 「レトロ気分で旅に出よう」
- 「Secret Snow」

Crustacea
- 「Melty tale storange」（アコースティックギター・ギター）

鈴村健一
- 「模型飛行機」

StylipS
- 「MIRACLE RUSH」

田村ゆかり
- 「未来パラソル」

中原麻衣
- 「かげうつし」

堀江由衣
- 「星空に願いを」
- 「Garden」

mori mamI
- 「Foundation」

ゆいかおり
- 「Ring Ring Rainbow!!」

### アニメソング
刀使ノ巫女
- 「心のメモリア」

絶対防衛レヴィアタン
- 「A Girl」
- 「だって、家族だもん!」

NEW GAME!!
- 「こころのメッセージ」

パパのいうことを聞きなさい!
- 「Brilliant Days」
- 「ソライロ Big Band Jazz RE-MIX」

フューチャーカード バディファイト
- 「夏色Fighting!!」

プリキュアシリーズ
- スマイルプリキュア!
  - 「Missing Piece」
  - 「笑顔のプレゼント」